# Equação de Butler-Volmer
Em eletroquímica, a equação de Butler-Volmer (em homenagem a John Alfred Valentine Butler e Max Volmer), também conhecida como equação de Erdey-Grúz-Volmer, é uma das relações mais fundamentais da cinética eletroquímica. Ela descreve como a corrente elétrica através de um eletrodo depende da diferença de potencial entre o eletrodo e a porção equipotencial do eletrólito para uma reação redox elementar, simples e rápida, considerando que ocorrem tanto uma reação catódica quanto uma anódica no mesmo eletrodo.

## A equação de Butler-Volmer

O gráfico superior mostra a densidade de corrente em função do sobrepotencial η. As densidades de corrente anódica e catódica são denotadas por j_{a} e j_{c}, respectivamente, para α=α_{a}=α_{c}=0,5 e j_{0}=1 mA cm^{−2} (valores próximos dos correspondentes aos eletrodos de platina ou paládio). O gráfico inferior, denominado gráfico de Tafel, representa a relação entre log(j) e o sobrepotencial η para diferentes valores de α.

A equação de Butler-Volmer corresponde à expressão abaixo:
{\displaystyle j=j_{0}\left[e^{{\frac {\alpha _{\rm {a}}zF}{RT}}(E-E_{\rm {eq}})}-e^{-{\frac {\alpha _{\rm {c}}zF}{RT}}(E-E_{\rm {eq}})}\right],}
ou de uma forma mais compacta,
{\displaystyle j=j_{0}\left(e^{\frac {\alpha _{\rm {a}}zF\eta }{RT}}-e^{-{\frac {\alpha _{\rm {c}}zF\eta }{RT}}}\right),}
em que atribuem-se as seguintes denotações:
- {\displaystyle j}: densidade de corrente do eletrodo [L–2 I]
- {\displaystyle j_{0}}: densidade de corrente de troca [L–2 I]
- {\displaystyle E}: potencial do eletrodo [T–1 L2 M I–1]
- {\displaystyle E_{\rm {eq}}}: potencial de equilíbrio [T–1 L2 M I–1]
- {\displaystyle T}: temperatura absoluta [Θ]
- {\displaystyle z}: número de elétrons envolvidos na reação do eletrodo [1]
- {\displaystyle F}: constante de Faraday [T I N]
- {\displaystyle R}: constante universal dos gases ideais [T–2 L2 M K–1 N–1]
- {\displaystyle \alpha _{\rm {c}}}: coeficiente de transferência de carga catódico [1]
- {\displaystyle \alpha _{\rm {a}}}: coeficiente de transferência de carga anódico [1]
- {\displaystyle \eta } : sobrepotencial de ativação (definido como {\displaystyle \eta =E-E_{\rm {eq}}}) [T–1 L2 M I–1].

A figura à direita mostra situações nas quais {\displaystyle \alpha _{\rm {a}}=1-\alpha _{\rm {c}}.}

### Os casos limite
Existem dois casos limite da equação de Butler-Volmer:
- a região de baixo sobrepotencial (chamada "resistência de polarização", em que {\displaystyle E\approx E_{\mathrm {eq} }}. Nela, a equação de Butler-Volmer pode ser simplificada pela aproximação mostrada abaixo:
{\displaystyle e^{x}\approx 1+x,\qquad |x|<<1,} da qual obtém-se a forma linear da equação:
{\displaystyle j=j_{0}{\frac {zF}{RT}}(E-E_{\rm {eq}});}

- a região de alto sobrepotencial (em que {\displaystyle \eta >>E_{\mathrm {eq} }}), na qual a equação de Butler-Volmer converge para a equação de Tafel. Quando {\displaystyle (E-E_{\rm {eq}})>>0}, o primeiro termo dos parênteses domina e, quando {\displaystyle (E-E_{\rm {eq}})<<0}, o segundo termo domina.

Além disso, valem as relações:
{\displaystyle E-E_{\rm {eq}}=a_{\rm {c}}-b_{\rm {c}}\log j} para uma reação catódica, quando E<<Eeq, ou
{\displaystyle E-E_{\rm {eq}}=a_{\rm {a}}+b_{\rm {a}}\log j} para uma reação anódica, quando E>>Eeq,
em que {\displaystyle a} e {\displaystyle b} são constantes (para determinadas reação e temperatura) chamadas de constantes da equação de Tafel. Os valores teóricos das constantes da equação de Tafel são diferentes para os processos catódicos e anódicos. No entanto, a inclinação de Tafel {\displaystyle b} pode ser definida como
{\displaystyle b=\left({\frac {\partial E}{\partial \ln |I_{\rm {F}}|}}\right)_{c_{i},T,p},}
em que {\displaystyle I_{\rm {F}}} é a corrente faradaica, expressa como {\displaystyle I_{\rm {F}}=I_{\rm {c}}+I_{\rm {a}}}, ou seja, a soma das correntes parciais catódica ({\displaystyle I_{\rm {c}}}) e anódica ({\displaystyle I_{\rm {a}}}).

## A equação de Butler-Volmer estendida
A forma mais generalizada da equação de Butler-Volmer, aplicável às condições influenciadas pela transferência de massa, é apresentada abaixo:
{\displaystyle j=j_{0}\left[{\frac {c_{\rm {o}}(0,t)}{c_{\rm {o}}^{*}}}\cdot e^{\frac {\alpha _{\rm {a}}zF\eta }{RT}}-{\frac {c_{\rm {r}}(0,t)}{c_{\rm {r}}^{*}}}e^{-{\frac {\alpha _{\rm {c}}zF\eta }{RT}}}\right],}
em que se adotam as seguintes denotações:
- {\displaystyle j}: densidade de corrente do eletrodo [L–2 I]
- {\displaystyle c_{\mathrm {o} }^{*}} e {\displaystyle c_{\mathrm {r} }^{*}} são as concentrações, na porção majoritária da solução, das substâncias a serem oxidada e reduzida, respectivamente
- {\displaystyle c_{\mathrm {o} }(0,t)} e {\displaystyle c_{\mathrm {r} }(0,t)} são as concentrações dependentes do tempo, na porção da solução adjacente ao eletrodo, das substâncias a serem oxidada e reduzida, respectivamente.

A forma acima pode ser simplificada para a convencional (mostrada no início do artigo) quando a concentração da espécie eletroativa próximo à superfície do eletrodo é igual à sua concentração na porção majoritária da solução.
Existem duas taxas que determinam a relação corrente-tensão para um eletrodo. A primeira é a taxa da reação química no eletrodo, que consome reagentes e produz produtos. Isso é conhecido como taxa de transferência de carga. A segunda é a taxa na qual os reagentes são fornecidos e os produtos são removidos da região do eletrodo por vários processos, incluindo difusão, migração e convecção. Esta última é conhecida como taxa de transferência de massa. Essas duas taxas determinam as concentrações dos reagentes e produtos na região do eletrodo, parâmetros que, por sua vez, são determinados pelos próprios eletrodos. A mais lenta dessas taxas determina a taxa geral do processo. Por exemplo, se apenas a difusão contribuir para a taxa de transferência de massa, há uma taxa máxima na qual o reagente pode ser fornecido ao eletrodo e, portanto, a corrente possui um limite superior conhecido como corrente limitante. No caso de processos altamente controlados pela transferência de massa, o valor da densidade de corrente é dado por:
{\displaystyle j_{\text{máx}}={\frac {zFD_{\rm {ef}}}{\delta }}c^{*},}
em que:
- {\displaystyle D_{\mathrm {ef} }} é o coeficiente de difusão efetivo (considerando eventuais irregularidades do processo);
- {\displaystyle \delta } é a espessura da camada de difusão;
- {\displaystyle c^{*}} é a concentração da espécie eletroativa limitante na porção majoritária da solução.

A equação de Butler-Volmer simplificada assume que as concentrações no eletrodo são praticamente iguais às concentrações na porção majoritária do eletrólito, de modo que a corrente é expressa apenas em função do potencial. Em outras palavras, assume-se que a taxa de transferência de massa é muito maior que a taxa de transferência de carga e que a reação é dominada pela velocidade da reação química (mais lenta). Apesar dessa limitação, a utilidade da equação de Butler-Volmer na eletroquímica é ampla e muitas vezes é considerada "central na cinética fenomenológica do eletrodo".
A equação estendida de Butler-Volmer não faz essa suposição, mas considera as concentrações no eletrodo como dados conhecidos, produzindo uma relação na qual a corrente é expressa como uma função não apenas do potencial, mas também das concentrações fornecidas. A taxa de transferência de massa pode ser relativamente pequena, mas seu único efeito na reação química é através das diferenças entre as concentrações na porção majoritária da solução e na região próxima ao eletrodo (dados conhecidos). Com efeito, as concentrações também são uma função do potencial. Um tratamento completo, que expressa a corrente apenas em função do potencial, pode ser derivado da equação estendida de Butler-Volmer, mas exige o relacionamento explícito entre os efeitos de transferência de massa e o potencial da solução em cada ponto para que seja possível expressar as concentrações em função unicamente do potencial.

### Dedução

#### Expressão geral

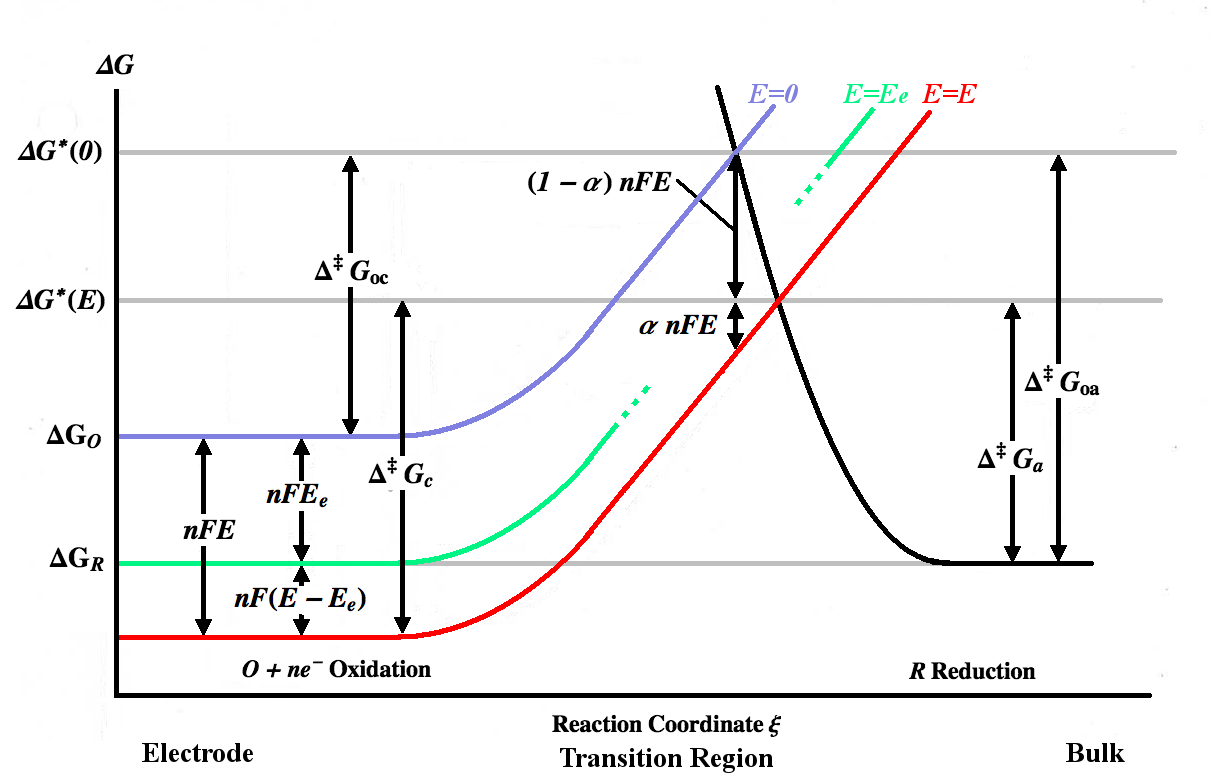
Um gráfico de diferentes energias livres de Gibbs (a depender do potencial do eletrodo) em função da coordenada de reação. A semirreação prosseguirá para a energia mais baixa, seja reduzindo (no caso da curva azul) ou oxidando (no caso da curva vermelha), a não ser que seja alcançado o equilíbrio (no caso da curva verde).

A seguinte derivação da equação estendida de Butler-Volmer é adaptada a partir das deduções de Bard e Faulkner e de Newman e Thomas-Alyea. Para uma reação elementar simples e rápida,
{\displaystyle {\ce {Ox + n\, e^{-}-> Red}}}
As velocidades das reações direta e inversa ({\displaystyle v_{d}} e {\displaystyle v_{i}}) e as densidades de corrente elétrica associadas a elas ({\displaystyle j_{d}} e {\displaystyle j_{i}}) obtidas a partir das leis de Faraday podem ser escritas como:
{\displaystyle v_{d}=k_{d}\,c_{\mathrm {ox} }={\frac {j_{d}}{n\,F}},}{\displaystyle v_{i}=k_{i}\,c_{red}={\frac {j_{i}}{n\,F}},}
em que {\displaystyle k_{d}} e {\displaystyle k_{i}} são as constantes de velocidade das reações direta e inversa, respectivamente [T–1] e {\displaystyle c_{\mathrm {ox} }} e {\displaystyle c_{\mathrm {red} }} são as concentrações superficiais das moléculas oxidada e reduzida no eletrodo, respectivamente [N L–2] (denotapas por {\displaystyle c_{\mathrm {o} }(0,t)} e {\displaystyle c_{\mathrm {r} }(0,t)} na seção anterior). A velocidade líquida ({\displaystyle v}) da reação de redução e a densidade de corrente líquida ({\displaystyle j}) são, portanto,
{\displaystyle v=v_{d}-v_{i}={\frac {j_{d}-j_{i}}{n\,F}}={\frac {j}{n\,F}}.}
Bard define uma corrente proporcional à velocidade líquida de oxidação, mas define o potencial {\displaystyle E} como o potencial do eletrodo menos o potencial do eletrólito, o que tem o desconcertante (mas não inconsistente) efeito de designar uma corrente positiva para um potencial negativo. Na equação acima, é usada a convenção de Newman, na qual a corrente é escolhida proporcionalmente à velocidade líquida de redução, para manter correspondência com os resultados das seções anteriores.
A figura acima representa várias curvas de energia livre de Gibbs em função da coordenada de reação ξ. A coordenada da reação pode ser aproximada para uma medida de distância, com o corpo do eletrodo à esquerda e a solução à direita. A curva azul mostra o aumento na energia livre de Gibbs para uma molécula oxidada conforme ela se aproxima da superfície do eletrodo quando nenhum potencial é aplicado. A curva de energia preta mostra o aumento da energia livre de Gibbs à medida que uma molécula reduzida se aproxima do eletrodo. As duas curvas de energia se cruzam em {\displaystyle \Delta G^{*}(0)}. A aplicação de um potencial {\displaystyle E} ao eletrodo moverá a curva de energia livre de Gibbs da molécula oxidada para baixo (para a curva vermelha) por {\displaystyle \Delta G=n\,F\,E} e o ponto de interseção se moverá para {\displaystyle \Delta G^{*}(E)}. Aumentar o potencial dos íons de zero para {\displaystyle E} aumenta seu {\displaystyle \Delta G} em {\displaystyle E\,\Delta q}, sendo {\displaystyle \Delta q} a carga dos íons (ver potencial eletroquímico). Aumentar o potencial do eletrodo diminui o potencial dos íons próximos ao eletrodo em relação a ele, diminuindo, assim, seu {\displaystyle \Delta G}. {\displaystyle \Delta ^{\ddagger }G_{\mathrm {c} }} e {\displaystyle \Delta ^{\ddagger }G_{\mathrm {a} }} são as energias de ativação (barreiras energéticas) a serem superadas pelas espécies oxidada e reduzida, respectivamente, para um potencial {\displaystyle E} qualquer, enquanto {\displaystyle \Delta ^{\ddagger }G_{\mathrm {c,0} }} e {\displaystyle \Delta ^{\ddagger }G_{\mathrm {a,0} }} são as energias de ativação para {\displaystyle E=0}. A curva de energia livre de Gibbs da molécula reduzida (curva preta) pode ser afetada pelo potencial, mas as conclusões não são invalidadas desde que a soma dos deslocamentos das curvas de oxidação e redução seja igual a {\displaystyle n\,F\,E}.
Assumindo-se que as constantes de velocidade obedecem à equação de Arrhenius, valem as seguintes relações:
{\displaystyle k_{d}=A_{d}\,e^{-{\frac {\Delta ^{\ddagger }G_{\mathrm {c} }}{RT}}},}
{\displaystyle k_{i}=A_{i}\,e^{-{\frac {\Delta ^{\ddagger }G_{\mathrm {a} }}{RT}}},}
nas quais {\displaystyle A_{d}} e {\displaystyle A_{i}} são constantes tais que {\displaystyle A_{d}\,c_{\mathrm {ox} }=A_{i}\,c_{\mathrm {red} }} é a frequência de colisões com orientação favorável entre as moléculas oxidada e reduzida e os termos exponenciais (análogos aos fatores de Boltzmann) contabiliza a fração energeticamente favorável dessas colisões.
Supondo-se que as curvas sejam praticamente lineares na região de transição, elas podem ser representadas por:
| {\displaystyle \Delta G=S_{\mathrm {c} }\,\xi +K_{\mathrm {c} }}         | (curva azul)     |
| {\displaystyle \Delta G=S_{\mathrm {c} }\,\xi +K_{\mathrm {c} }-n\,F\,E} | (curva vermelha) |
| {\displaystyle \Delta G=S_{\mathrm {a} }\,\xi +K_{\mathrm {a} }}         | (curva preta)    |

O coeficiente de transferência de carga para esse caso simples é equivalente ao fator de simetria e pode ser expresso em termos das inclinações das curvas:
{\displaystyle \alpha ={\frac {S_{\mathrm {c} }}{S_{\mathrm {a} }+S_{\mathrm {c} }}}.}
Com isso, obtém-se as seguintes relações:
{\displaystyle \Delta ^{\ddagger }G_{\mathrm {c} }=\Delta ^{\ddagger }G_{\mathrm {c,0} }+\alpha \,n\,F\,E,}
{\displaystyle \Delta ^{\ddagger }G_{\mathrm {a} }=\Delta ^{\ddagger }G_{\mathrm {a,0} }+(1-\alpha )\,n\,F\,E.}
Por conveniência, define-se:
{\displaystyle f_{\alpha }={\frac {\alpha \,n\,F}{R\,T}},}
{\displaystyle f_{\beta }={\frac {(1-\alpha )\,n\,F}{R\,T}},}
{\displaystyle f=f_{\alpha }+f_{\beta }={\frac {n\,F}{R\,T}}.}
As constantes de velocidade podem agora ser expressas como:
{\displaystyle k_{d}=k_{d,\mathrm {0} }\,e^{-f_{\alpha }\,E},}
{\displaystyle k_{i}=k_{i,\mathrm {0} }\,e^{f_{\beta }\,E},}
em que as constantes de velocidade no potencial {\displaystyle E=0} são:
{\displaystyle k_{d,0}=A_{d}\,e^{-{\frac {\Delta ^{\ddagger }G_{\mathrm {c,0} }}{R\,T}}},}
{\displaystyle k_{i,\mathrm {0} }=A_{i}\,e^{-{\frac {\Delta ^{\ddagger }G_{\mathrm {a,0} }}{R\,T}}}.}
A densidade de corrente {\displaystyle j} em função do potencial aplicado {\displaystyle E} pode, então, ser escrita como:
{\displaystyle j=n\,F\,(c_{\mathrm {red} }\,k_{\mathrm {i,0} }\,e^{f_{\beta }\,E}-c_{\mathrm {ox} }\,k_{\mathrm {d,0} }\,e^{-f_{\alpha }\,E}).}

#### Expressão em termos do potencial de equilíbrio
A uma certa tensão {\displaystyle E_{\mathrm {eq} }}, o equilíbrio será atingido e as velocidades das reações direta e inversa ({\displaystyle v_{d}} e {\displaystyle v_{i}}) serão iguais. Isso é representado pela curva verde na figura acima. As constantes de velocidade de equilíbrio serão escritas como {\displaystyle k_{d,\mathrm {eq} }} e {\displaystyle k_{i,\mathrm {eq} }}, e as concentrações de equilíbrio serão denotadas por {\displaystyle c_{\mathrm {ox,eq} }} e {\displaystyle c_{\mathrm {red,eq} }}. As densidades de corrente no equilíbrio ({\displaystyle j_{\mathrm {ox,eq} }} e {\displaystyle j_{\mathrm {red,eq} }}) serão ambas iguais a {\displaystyle j_{\mathrm {o} }}, a chamada densidade de corrente de troca.
{\displaystyle v_{d,\mathrm {eq} }\,=k_{d,\mathrm {eq} }\,c_{\mathrm {ox,eq} }={\frac {j_{\mathrm {o} }}{n\,F}},}
{\displaystyle v_{i,\mathrm {eq} }\,=k_{i,\mathrm {eq} }\,c_{\mathrm {red,eq} }={\frac {j_{\mathrm {o} }}{n\,F}}.}
Observe-se que a densidade de corrente líquida no equilíbrio torna-se nula. As constantes de velocidade de equilíbrio são, portanto, dadas por:
{\displaystyle k_{d,\mathrm {eq} }=k_{d,0}\,e^{-f_{\alpha }\,E_{\mathrm {eq} }},}
{\displaystyle k_{i,\mathrm {eq} }=k_{i,0}\,e^{f_{\beta }\,E_{\mathrm {eq} }}.}
Tratando o sistema acima para {\displaystyle k_{d,0}} e {\displaystyle k_{i,0}} em termos das concentrações de equilíbrio {\displaystyle c_{\mathrm {ox,eq} }} e {\displaystyle c_{\mathrm {red,eq} }} e da densidade de corrente de troca {\displaystyle j_{\mathrm {o} }}, a densidade de corrente {\displaystyle j} como uma função do potencial aplicado {\displaystyle E} pode ser escrita:
{\displaystyle j=j_{\mathrm {o} }\left[{\frac {c_{\mathrm {red} }}{c_{\mathrm {red,eq} }}}\,e^{f_{\beta }\,(E-E_{\mathrm {eq} })}-{\frac {c_{\mathrm {ox} }}{c_{\mathrm {ox,eq} }}}\,e^{-f_{\alpha }\,(E-E_{\mathrm {eq} })}\right].}
Assumindo que a porção majoritária da solução se mantém em equilíbrio, com concentrações {\displaystyle c_{\mathrm {ox} }^{*}} e {\displaystyle c_{\mathrm {red} }^{*}}, tem-se que {\displaystyle c_{\mathrm {ox,eq} }=c_{\mathrm {ox,eq} }^{*}} e {\displaystyle c_{\mathrm {red,eq} }=c_{\mathrm {red,eq} }^{*}}, e a expressão acima para a densidade de corrente {\displaystyle j} se reduz à equação de Butler-Volmer. A diferença {\displaystyle E-E_{\mathrm {eq} }} é conhecida como sobrepotencial de ativação (denotado por {\displaystyle \eta }).

#### Expressão em termos do potencial formal
Para a reação simplificada mostrada anteriormente, a variação da energia de Gibbs é dada por:
{\displaystyle \Delta G=\Delta G_{\mathrm {ox} }-\Delta G_{\mathrm {red} }=(\Delta G_{\mathrm {ox} }^{o}-\Delta G_{\mathrm {red} }^{o})+R\,T\,\ln {\left({\frac {a_{\mathrm {ox,eq} }}{red,eq}}\right)},}
em que {\displaystyle a_{\mathrm {ox,eq} }} e {\displaystyle a_{\mathrm {red,eq} }} são as atividades no equilíbrio. Note-se que a variação na energia livre de Gibbs também é igual a {\displaystyle \Delta ^{\ddagger }G_{oa}-\Delta ^{\ddagger }G_{oc}}. As atividades {\displaystyle a} estão relacionadas às concentrações {\displaystyle c} por {\displaystyle a=\gamma \,c}, sendo {\displaystyle \gamma } o coeficiente de atividade. O potencial de equilíbrio é dado pela equação de Nernst:
{\displaystyle E_{\mathrm {eq} }=-{\frac {\Delta G}{n\,F}}=E^{o}+{\frac {R\,T}{n\,F}}\ln {\left({\frac {a_{\mathrm {ox,eq} }}{a_{\mathrm {red,eq} }}}\right)},}
em que {\displaystyle E^{o}} é o potencial padrão.
{\displaystyle E^{o}=-{\frac {\Delta G_{\mathrm {ox} }^{o}-\Delta G_{\mathrm {red} }^{o}}{n\,F}}.}
Definindo o potencial formal como
{\displaystyle E^{o}=-{\frac {\Delta G_{\mathrm {ox} }^{o}-\Delta G_{\mathrm {red} }^{o}}{n\,F}}.}
o potencial de equilíbrio é, então, dado por:
{\displaystyle E_{\mathrm {eq} }=E^{o\,\prime }+{\frac {R\,T}{n\,F}}\ln {\left({\frac {c_{\mathrm {red,eq} }}{c_{\mathrm {red,eq} }}}\right)}.}
Substituindo esse potencial de equilíbrio na equação de Butler-Volmer, obtém-se:
{\displaystyle j={\frac {j_{0}}{c_{\mathrm {ox,eq} }^{1-\alpha }\,c_{\mathrm {red,eq} }^{\alpha }}}\left[c_{\mathrm {red} }\,e^{f_{\beta }(E-E^{o\,\prime })}-c_{\mathrm {ox} }\,e^{-f_{\alpha }(E-E^{o\,\prime })}\right],}
que também pode ser escrita em termos da constante de velocidade padrão {\displaystyle k^{o}} como:
{\displaystyle j=n\,F\,k^{o}\left[c_{\mathrm {red} }\,e^{f_{\beta }(E-E^{o\,\prime })}-c_{\mathrm {ox} }\,e^{-f_{\alpha }(E-E^{o\,\prime })}\right].}
A constante de velocidade padrão é um importante descritor do comportamento do eletrodo independente das concentrações. É uma medida da velocidade na qual o sistema se aproxima do equilíbrio. No limite, à medida que {\displaystyle k^{o}\rightarrow 0}, o eletrodo se torna um eletrodo polarizável ideal e se comporta eletricamente como um circuito aberto (desconsiderando a capacitância). Para eletrodos quase ideais com {\displaystyle k^{o}} pequeno, grandes mudanças no sobrepotencial são necessárias para gerar uma corrente significativa. À medida que {\displaystyle k^{o}\rightarrow \infty }, o eletrodo torna-se um eletrodo não-polarizável ideal e se comporta como um sistema em curto-circuito. Para eletrodos quase ideais com altos valores de {\displaystyle k^{o}}, pequenas mudanças no sobrepotencial geram grandes mudanças na corrente.